# Brunelliaceae
Brunelliaceae, monogenerička porodica dvosupnica, drveća u redu Oxalidales, čiji je jedini rod Brunellia s pedesetak priznatih vrsta raširenih po Srednjoj Americi, Karibima i sjeverozapadu Južne Amerike.
Predstavnici ovoga roda narastu najviše do 30 metara visine

## Opis
Brunelliaceae, ova porodica sastoji se od jednog roda (Brunellia) od 55 vrsta neotropskog drveća. Vegetativno nalikuju na Cunoniaceae po svojim suprotnim, složenim i stipuliranim listovima, ali cvjetovi nemaju latice i jednospolni su s muškim i ženskim cvjetovima na zasebnim stablima (dvodomni). Svaki cvijet daje dva ili tri folikularna ploda sa sjemenkama arila.

## Vrste
1. Brunellia acostae Cuatrec.
2. Brunellia acutangula Bonpl.
3. Brunellia amayensis C.I.Orozco
4. Brunellia boliviana Britton ex Rusby
5. Brunellia boqueronensis Cuatrec.
6. Brunellia briquetii Baehni
7. Brunellia brunnea J.F.Macbr.
8. Brunellia cayambensis Cuatrec.
9. Brunellia comocladiifolia Bonpl.
10. Brunellia costaricensis Standl.
11. Brunellia cutervensis Cuatrec.
12. Brunellia cuzcoensis Cuatrec.
13. Brunellia dichapetaloides J.F.Macbr.
14. Brunellia dulcis J.F.Macbr.
15. Brunellia ecuadoriensis Cuatrec.
16. Brunellia elliptica Cuatrec.
17. Brunellia ephemeropetala C.I.Orozco & Á.J.Pérez
18. Brunellia farallonensis Cuatrec.
19. Brunellia foreroi C.I.Orozco
20. Brunellia glabra Cuatrec.
21. Brunellia goudotii Tul.
22. Brunellia hexasepala Loes.
23. Brunellia hygrothermica Cuatrec.
24. Brunellia inermis Ruiz & Pav.
25. Brunellia integrifolia Szyszyl.
26. Brunellia latifolia Cuatrec.
27. Brunellia littlei Cuatrec.
28. Brunellia lobinii Böhnert & Weigend
29. Brunellia macrophylla Killip & Cuatrec.
30. Brunellia mexicana Standl.
31. Brunellia morii Cuatrec.
32. Brunellia neblinensis Steyerm. & Cuatrec.
33. Brunellia occidentalis Cuatrec.
34. Brunellia oliveri Britton
35. Brunellia ovalifolia Bonpl.
36. Brunellia pallida Cuatrec.
37. Brunellia pauciflora Cuatrec. & C.I.Orozco
38. Brunellia penderiscana Cuatrec.
39. Brunellia pitayensis Cuatrec.
40. Brunellia propinqua Kunth
41. Brunellia putumayensis Cuatrec.
42. Brunellia racemifera Tul.
43. Brunellia rhoides Rusby
44. Brunellia rufa Killip & Cuatrec.
45. Brunellia sibundoya Cuatrec.
46. Brunellia standleyana Cuatrec.
47. Brunellia stenoptera Diels
48. Brunellia stuebelii Hieron.
49. Brunellia subsessilis Killip & Cuatrec.
50. Brunellia susaconensis (Cuatrec.) C.I.Orozco
51. Brunellia tomentosa Bonpl.
52. Brunellia trianae Cuatrec.
53. Brunellia trigyna Cuatrec.
54. Brunellia velutina Cuatrec.
55. Brunellia weberbaueri Loes.
56. Brunellia zamorensis Steyerm.

## Galerija
- Brunellia comocladifolia
- Brunellia comocladifolia

## Vanjske poveznice
- Delta, The families of flowering plants, Brunelliaceae Engl.